# Cine Teatro Ouro Verde
O Cine Teatro Ouro Verde é uma instituição cultural com auditórios para sala de cinema, dança, espetáculos musicais e teatro localizado na região central da cidade de Londrina, no interior do estado brasileiro do Paraná. É mantido pelo governo do estado, e administrado pela Universidade Estadual de Londrina. Seu prédio é tombado pelo Patrimônio Histórico Estadual.

## História
O teatro foi inaugurado em 24 de dezembro de 1952, por iniciativa do empresário Celso Garcia Cid e ficou conhecido como o mais luxuoso do Brasil. Um dos parceiros de Celso Garcia Cid no famoso cinema foi Orlando Pesarini, ambos cafeicultores. Nesta década, a cidade vivia o auge da exploração cafeeira, daí o nome Ouro Verde. O projeto foi realizado pelo arquiteto Villanova Artigas, contando inicialmente com 1500 lugares. 

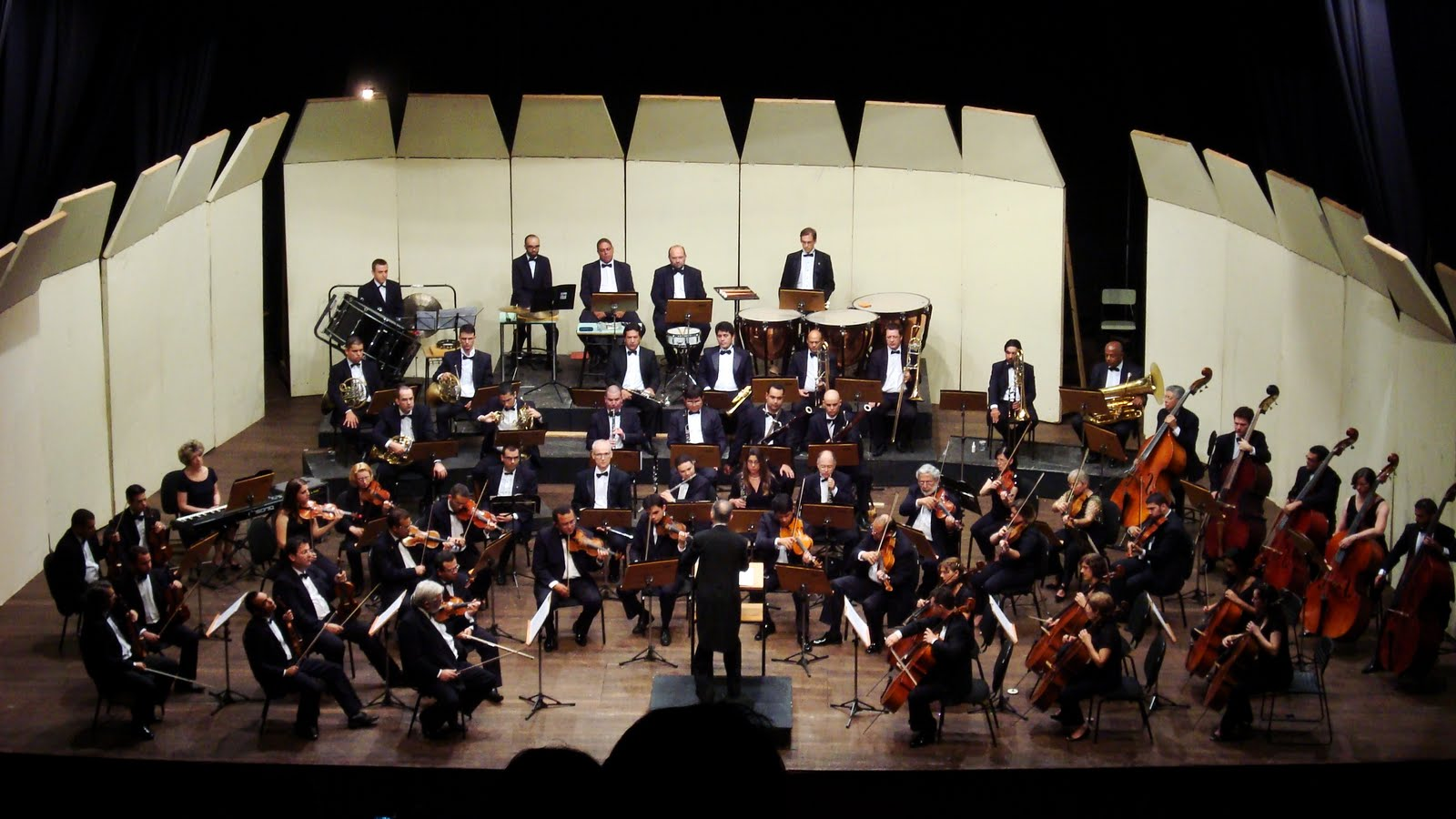
Apresentação da Orquestra Sinfônica da Universidade Estadual de Londrina - OSUEL, no Cine Teatro Ouro Verde.

Em 1978, o Cine Ouro Verde foi adquirido pela Universidade Estadual de Londrina e seu nome foi mudado para Cine Teatro Universitário Ouro Verde, mas o nome antigo continua a ser mais utilizado. O ministro Ney Braga pagou 5 milhões pelo Ministério da Educação e Cultura e 5 milhões, posteriormente, quando assumiu o Governo do Estado do Paraná.. Desde os anos 1980 o teatro abriga as mostras do Festival Internacional de Londrina (FILO). 
Em 2002, o Cine Ouro Verde foi inserido em um projeto da Secretaria de Estado da Cultura do Paraná chamado "Velho Cinema Novo", que visava reformar diversas salas de teatro e cinema por todo o estado, consideradas de inestimável valor histórico. Em 2003, o teatro voltou a funcionar com capacidade para 853 espectadores.

### Incêndio

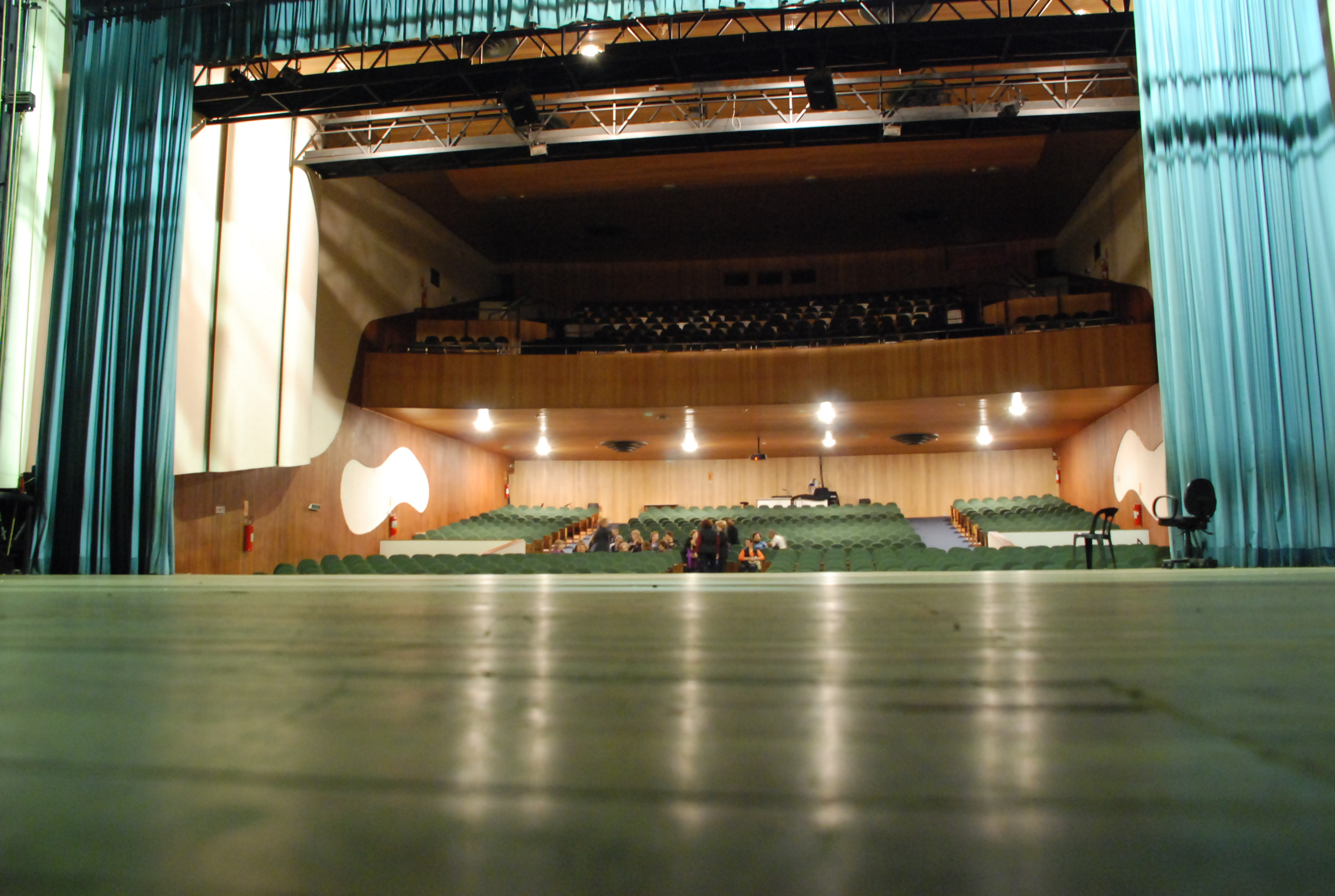
Cine Teatro Ouro Verde antes do incêndio.

Na tarde de 12 de fevereiro de 2012 um incêndio de grandes proporções destruiu o edifício.

### Reforma e reinauguração
No dia 16 de janeiro de 2014, o governador do estado Beto Richa assinou um contrato e a ordem de serviço para início das obras de reconstrução do cine teatro. Foram liberados 8,5 milhões de reais para a criação da infraestrutura. A reforma do teatro foi executada pela empresa londrinense "Regional Planejamento e Construções Civis", que venceu a licitação. A reforma iniciou no dia 21 de janeiro de mesmo ano e com prazo para acabar em 18 meses (maio de 2015).
O Cine Teatro Ouro Verde teve sua reinauguração na noite de 30 de junho de 2017.